# 1138 (szám)
Az 1138 (római számmal: MCXXXVIII) az 1137 és 1139 között található természetes szám.

## A szám a matematikában
A tízes számrendszerbeli 1138-as a kettes számrendszerben 10001110010, a nyolcas számrendszerben 2162, a tizenhatos számrendszerben 472 alakban írható fel.
Az 1138 páros szám, összetett szám, félprím. Kanonikus alakja 21 · 5691, normálalakban az 1,138 · 103 szorzattal írható fel. Négy osztója van a természetes számok halmazán, ezek növekvő sorrendben: 1, 2, 569 és 1138.
Az 1138 egyetlen szám valódiosztó-összegeként áll elő, ez az 1886.

## Csillagászat
- 1138 Attica kisbolygó

## Filmművészetben
Az 1138 visszatérő szám a George Lucas által készített vagy szponzorált filmekben, kezdve a THX-1138 c. első játékfilmjével.